# Metatesto
Nella scienza della traduzione, il metatesto – insieme a prototesto – indica il testo tradotto, cioè la meta cui deve giungere ogni processo traduttivo; coniati entrambi dallo studioso slovacco Anton Popovič, il primo concetto sarà ripreso e ampliato ulteriormente da Peeter Torop.

## Struttura del metatesto
Quando il metatesto viene modellizzato, bisogna tenere conto dell'invariante semantica del prototesto, ossia di tutti gli elementi comuni alla cultura emittente e alla cultura ricevente. Popovič afferma che "in rapporto al prototesto, il metatesto tende a essere il trasferimento del nucleo invariante del suo significato".
Tale trasferimento può essere diretto, e si tratterebbe della traduzione vera e propria, o indiretto, cioè la sostituzione. Popovič sostiene inoltre che "senza l'esistenza dell'invariante fra testi non potremmo parlare di cambiamenti traduttivi".
È variante solo la parte della traduzione che è soggetta a modifiche (omissioni, aggiunte). Quando il traduttore deve produrre un metatesto, deve individuare l'elemento invariante all'interno del prototesto, mantenerlo e riprodurlo nel metatesto. Quando il traduttore attua la ricodifica dei vari livelli di testo, deve cercare di eseguirla in modo completo, pur mettendo sempre in conto l'esistenza di un residuo comunicativo. In generale il traduttore focalizza il suo lavoro solo su un livello testuale, volontariamente o no; si parla di livello dominante della traduzione. Secondo Popovič, la traduzione ideale deve essere a livello testuale e deve conservare al meglio le informazioni invarianti. Quando queste cambiano, si ha anche un cambiamento stilistico che però non deve essere tale da venire respinto dalla cultura ricevente